# Gare de Brive-la-Gaillarde
Gare de Brive-la-Gaillarde – stacja kolejowa w Brive-la-Gaillarde, w regionie Nowa Akwitania, we Francji. Stacja usytuowana jest w centrum miasta, na skrzyżowaniu linii kolejowej Les Aubrais-Montauban (Paryż-Tuluza), a także do Clermont-Ferrand, Rodez, Limoges i Bordeaux. Jest obecnie obsługiwana przez Corail Téoz do Paryża i pociągi TER Limousin. Połączenie TGV zostało utworzone w dniu 9 grudnia 2007 do Lille-Europe przez port lotniczy Paryż-Charles de Gaulle.